# Carl Bernhard Wadström
Carl Bernhard Philonegros Wadström, né le 19 avril 1746 à Stockholm, mort le 6 avril 1799 à Versailles, était un économiste, écrivain, illustrateur, peintre et abolitionniste suédois.

## Biographie

### Famille et vie privée
Carl Bernhard Wadström était le fils de l'assesseur à la cour d'appel de Svea Carl Niklas Wadström et de Maria Helena Blomberg. Il épousa Ulrica Westerberg en 1779.
Il fut très impliqué dans le Swedenborgisme et selon Leopold. Il fut l'un des fondateurs de la Société exégétique et philanthropique, dont le but était de publier les écrits d'Emanuel Swedenborg et de travailler à la réalisation de ses réflexions sur une société sans maîtres ni esclaves.

### Carrière pour l'État suédois
Après un diplôme minier à Uppsala et un diplôme d'arpentage en 1766, il fut employé au Bureau suédois des mines. Là, il était, entre autres, un assistant de Sven Rinman et reçut un certain nombre de tâches importantes dès le début. Pendant plusieurs années, il fut actif aussi bien dans le développement de l'industrie suédoise que du milieu des affaires suédois. Il dirigea la construction du canal de Trollhättan en 1768–1769 et fut nommé en 1770 pour construire le premier laminoir suédois pour les feuilles de cuivre à Avesta. Pour l'industrie textile, il conçut une machine à filer et carder en 1782.
Wadström fit un certain nombre de voyages à l'étranger, entre autres pour étudier l'art de l'armurerie à Solingen en 1774 et de là ramener des artisans qualifiés en Suède. En 1776, il étudia les usines étrangères de transformation du fer et en 1778, il créa la première fabrique suédoise d'instruments chirurgicaux.
En 1783, Wadström fut nommé directeur général de l'Agence suédoise de contrôle de l'or et de l'argent, dont il démissionna en 1790, et fut nommé membre de la Chambre de commerce en 1787 en raison des connaissances qu'il avait en économie.

### Lutte contre l'esclavage

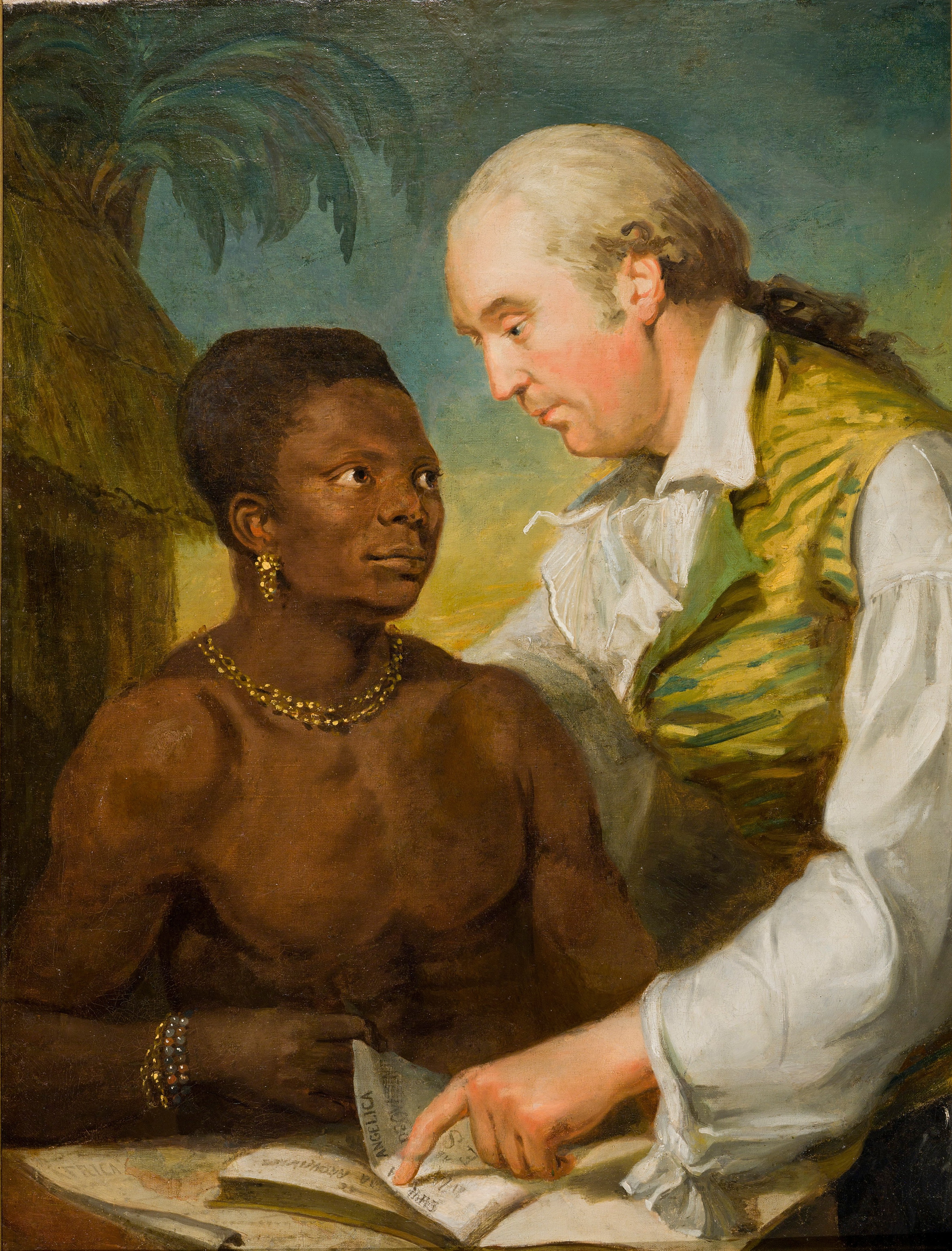
Portraits de Carl Bernhard Wadström et du prince africain Peter Panah, 1789.

D'octobre 1787 à janvier 1788, Wadström participa avec Anders Sparrman et Carl Axel Arrhenius à une expédition en Afrique de l'ouest réalisée à l'initiative du roi de Suède Gustave III. Si elle visait officiellement à faire de nouvelles découvertes dans les domaines des sciences naturelles et de l'Histoire, des ambitions coloniales faisaient aussi partie des motivations du souverain,. L'expédition scientifique à proprement parler fut rapidement interrompue alors qu'il se trouve dans l'actuel Sénégal. Sparrman et Wadström furent alors témoins de divers aspects du commerce d'esclaves transatlantique. Ils discutèrent en effet avec des officiels français, des marchands d'esclaves, des rois africains et visitèrent la Maison des Esclaves sur l'île de Gorée où étaient emprisonnés des esclaves. Ils rentrèrent en Suède en passant par la France et l'Angleterre. À Londres, ils firent la connaissance de Thomas Clarkson, l'un des plus fervents partisans de l'abolition de l'esclavage qui leur demanda de témoigner devant la Commission du Commerce ainsi que, dans le cas de Wadström, devant le Conseil privé britannique et une commission de la Chambre des Communes britanniques. Les arguments antiesclavagistes des deux Suédois seront par ailleurs repris par William Wilberforce pendant les débats parlementaires. Le fait qu'ils n'avaient aucun intérêt personnel dans la discussion contribuera à donner du poids à leurs témoignages, tout comme le fait qu'ils étaient porteurs d'une certaine autorité scientifique. Ils contribuèrent ainsi au mouvement pour l'abolition de l'esclavage.
Après son arrivée en Angleterre, Wadström publia deux ouvrages qui attirèrent beaucoup l'attention. L'une était ses Observations sur la traite négrière et la description d'une partie de la côte de la Guinée en 1789 et l'autre un Essai sur la colonisation particulièrement appliqué à la côte ouest de l'Afrique I - II 1794–1795. Alors que la question de l'abolition de la traite des esclaves commençait à être débattue au Parlement anglais à cette époque, le premier de ces écrits attira l'attention générale sur Wadström, ce qui le conduisit aux témoignages devant le Conseil privé et la Chambre des Communes mentionnés au paragraphe précédent.

### Installation en France
Wadström s'installa en France en 1795 pour continuer son travail et y poursuivre sa lutte pour l'abolition de l'esclavage. À cette fin, dès la même année, il a prononcé son fameux discours devant le Corps législatif, dans lequel il appela la France à s'associer à l'Angleterre et à mettre fin à l'injustice de la traite des êtres humains. Pendant ses années en France, il publia un Précis sur l'établissement des colonies de Sierra Léona et de Boulama en 1798. Dans le cadre de ses travaux, il contribua grandement au rétablissement d'une société autrefois active en France, mais dont les activités avaient cessé, les "Amis des Noirs", dont il fut plusieurs fois président. 
Il eut des problèmes cardiaques et décéda le 6 avril 1799 à Versailles, quelques années après avoir être admis et reconnu comme citoyen français.

## Travail artistique
Wadström était également un dessinateur habile et, à l'âge de vingt ans déjà, il réalisa des dessins de paysage pour la collection monumentale de Daniel Tilas de dessins historiques et topographiques suédois qui font maintenant partie de la collection de la Bibliothèque royale. Pendant plusieurs années, il réalisa des dessins à partir de ses voyages en Suède, en Europe et en Afrique de l'Ouest dans des journaux de voyage et de nombreuses lettres. En plus de la valeur culturelle et historique, les dessins ont une grande valeur artistique en raison de leur qualité. Au cours de son voyage en Afrique de l'Ouest en 1887, il dessina des oiseaux et autres animaux capturés dans les îles Canaries ainsi que des vues de Tenerife, Palma, Gomera et l'île de fer. Plusieurs de ses dessins furent utilisés dans sa lutte pour l'abolition de l'esclavage et furent distribués sous forme de gravures sur bois ou de gravures avec un texte descriptif en anglais ou en français. La plupart des réalisations artistiques de Wadström se trouvent actuellement dans les archives familiales et au département des manuscrits de la Bibliothèque royale et de la bibliothèque municipale de Norrköping.